# Eleccions legislatives d'Angola de 1980
Les eleccions legislatives es van dur a terme a Angola en 1980. A partir del 23 d'agost els votants elegiren col·legis electorals, que al seu torn elegiren 229 candidats a l'Assemblea Nacional. Les eleccions van ser les primeres eleccions democràtiques dutes a terme a la nació després de aconseguit la independència de Portugal el 1975. Durant el període de 1975 a 1980 es va lliurar una guerra civil entre tres parts, el Moviment Popular per a l'Alliberament d'Angola (MPLA) el Front Nacional d'Alliberament d'Angola (FNLA), i la Unió Nacional per a la Independència Total d'Angola (UNITA).
El Parlament unicameral d'Angola era programat per a ser constituït amb els 229 membres elegits per a un període de tres anys. Tots els ciutadans d'Angola, majors de 18 anys, eren elegibles. Els representants de les assemblees provincials van formar una universitat i van escollir als representants de la Casa del Parlament.
Les eleccions es van dur a terme el 23 d'agost de 1980. En aquest moment, el país era un sistema unipartidista, amb el Moviment Popular per a l'Alliberament d'Angola-Partit del Treball (MPLA-PT) com a únic partit legal. Com a resultat, la majoria dels candidats eren membres del partit, i els que no havien estat vetats podien ser elegits per als col·legis. Les assemblees elegides va prendre jurament l'11 de novembre de 1980 i José Eduardo dos Santos va prendre jurament com el primer President d'Angola elegit durant el setembre de 1980. El Consell de ministres es va reorganitzar de març de 1981.

## Antecedents
Angola va ser una colònia de Portugal durant més de 400 anys des del segle xv. La demanda per la independència d'Angola va prendre impuls durant la dècada de 1950. El règim portuguès es va negar a accedir a les demandes d'independència, provocant un conflicte armat que va començar el 1961, quan els lluitadors per la independència van atacar civils blancs i negres en operacions transfrontereres al nord-est d'Angola, el que es va anomenar guerra colonial. Els protagonistes principals foren el Moviment Popular per a l'Alliberament d'Angola (MPLA), fundat el 1956, el Front Nacional d'Alliberament d'Angola (FNLA), que va aparèixer el 1961, i la Unió Nacional per a la Independència Total d'Angola (UNITA), fundada el 1966. Després de molts anys de conflicte que va afeblir totes les parts insurgents, Angola va obtenir la seva independència l'11 de novembre de 1975, després del cop d'estat de 1974 a Lisboa, que va enderrocar el règim portuguès encapçalat per Marcelo Caetano.
Els nous líders revolucionaris portuguesos començaren en 1974 un procés de canvi polític al país i acceptaren la independència de les seves antigues colònies. A Angola va esclatar immediatament una lluita pel poder entre els tres moviments nacionalistes. Els esdeveniments van provocar un èxode massiu de ciutadans portuguesos, creant fins 300.000 refugiats indigents portuguesos, coneguts com a retornats. El nou govern portuguès va tractar de fer de mitjancer en un acord entre els tres moviments en competència, que inicialment van acordar els moviments, però més tard no van estar d'acord. Després de la seva independència al novembre de 1975, Angola va patir una devastadora guerra civil que va durar algunes dècades. Es va cobrar milions de vides i va provocar molts refugiats; no va acabar fins a 2002.
Després de les negociacions celebrades a Portugal que provocaren una severa agitació social i política i incertesa a causa de la revolució dels clavells, els tres principals grups guerrillers d'Angola van acordar establir un govern de transició el gener de 1975. Al cap de dos mesos, però, el FNLA, el MPLA i la UNITA havien començat lluitant entre si i el país es va dividir en zones controlades pels grups polítics armats rivals. El MPLA va guanyar el control de Luanda i gran part de la resta del país. Amb el suport dels Estats Units, Zaire i Sud-àfrica van intervenir militarment a favor de FNLA i la UNITA amb la intenció de prendre Luanda abans de la declaració d'independència. En resposta, Cuba va intervenir a favor del MPLA, que va esdevenir un punt calent de la Guerra Freda. Amb el suport de Cuba, el MPLA va controlar Luanda i va declarar la seva independència l'11 de novembre de 1975, nomenant Agostinho Neto primer president, tot i que la guerra civil va continuar. En aquest moment, la major part dels mig milió de portuguesos que vivia a Angola - i que havia representat la majoria dels treballadors qualificats en l'administració pública, l'agricultura, la indústria i el comerç - va abandonar el país, deixant la seva economia en creixement, un cop pròspera, en una estat de fallida.

## Criteris

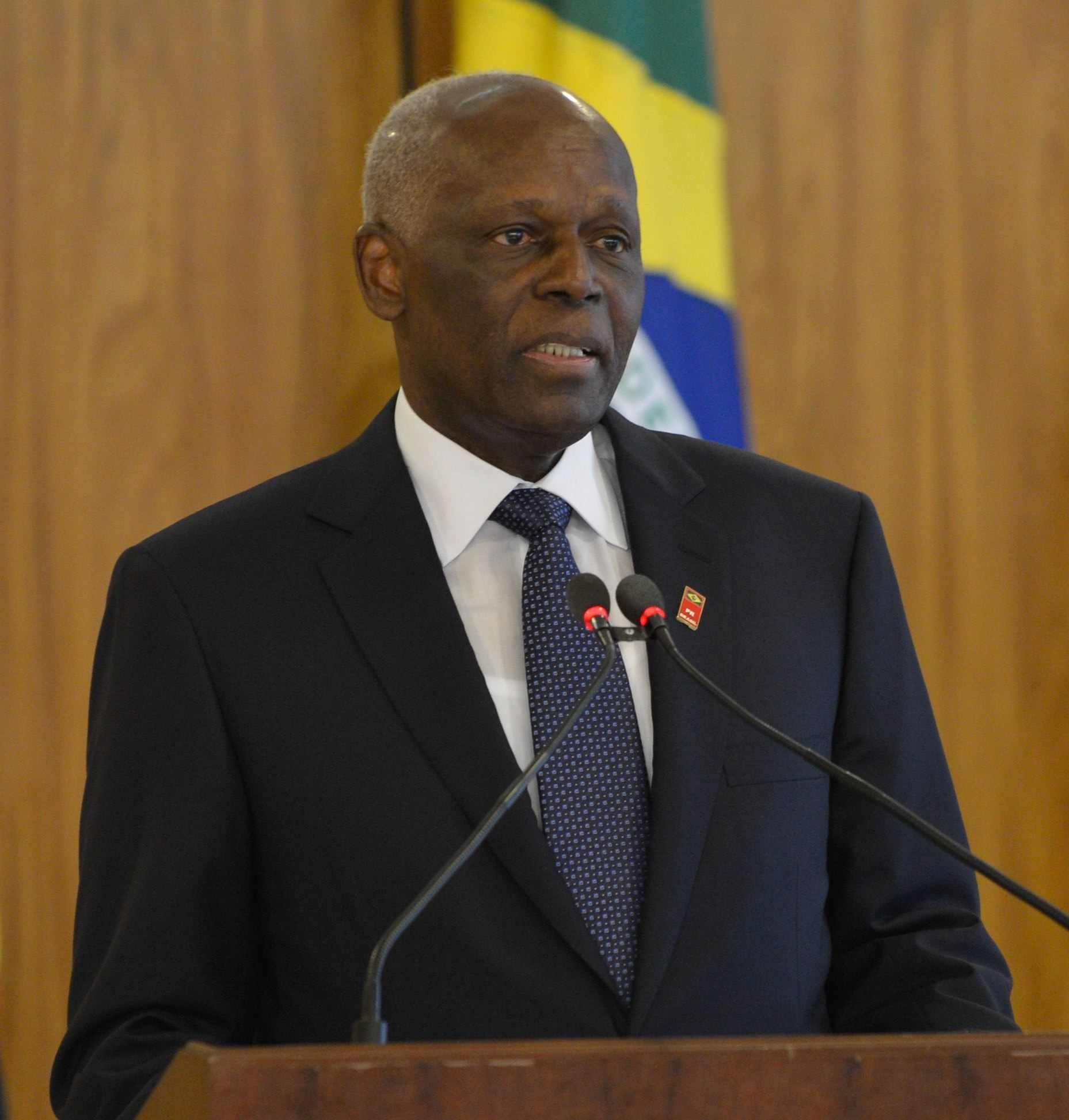
José Eduardo dos Santos esdevingué President d'Angola després de les eleccions

Després de les eleccions el Parlament unicameral d'Angola va ser programat per a ser constituït amb els 229 membres elegits per a un període de tres anys. Tots els ciutadans d'Angola majors de 18 anys podien votar. Els ciutadans que eren membres de grups fraccionals, amb antecedents penals i que no havien estat rehabilitats se'ls va impedir d'exercir els seus drets de vot. Els representants de les assemblees provincials van formar una universitat i es van escollir els representants de la Casa del Parlament. S'esperava que els candidats fossin responsables davant dels ciutadans en les reunions públiques, amb la seva candidatura aprovada per una majoria a la província en què s'estaven nominats. D'acord amb una promulgació el 1975, el Consell de la Revolució va ser declarat com a cos legislatiu suprem. Una esmena constitucional el 19 d'agost 1980 va indicar que el Consell seria substituït per una assemblea popular nacional i sorgiria de 18 les assemblees elegides.

## Eleccions
Les eleccions es van dur a terme el 23 d'agost 1980 en els col·legis electorals per a l'elecció dels electors de la legislatura. En aquest moment, el país era un sistema unipartidista, amb el Moviment Popular per a l'Alliberament d'Angola - Partit del Treball (MPLA-PT) com a únic partit legal. Com a resultat, la majoria dels candidats eren membres del partit. Les assemblees elegides van prendre jurament l'11 de novembre de 1980 i José Eduardo dos Santos van prendre jurament com a primer President d'Angola elegit durant setembre de 1980. El Consell de Ministres es van reorganitzar al març de 1981.
| Grup polític | Nombre d'escons | Nombre d'escons obtinguts |
| ------------ | --------------- | ------------------------- |
| MPLA-PT      | 229             | 229                       |

Els 229 representants eren 64 funcionaris civils, 58 treballadors, 48 camperols, 20 membres de les forces de defensa i de seguretat, 7 intel·lectuals, 6 elements de l'aparell estatal i 26 d'altres. Durant el període 1975–1990, el MPLA va organitzar i bastir un règim socialista. En 1990, que va acabar la Guerra Freda, el MPLA va abandonar la seva ideologia marxista–leninista i declarà la socialdemocràcia com la seva ideologia oficial, guanyant les eleccions generals de 1992. No obstant això, vuit partits de l'oposició van rebutjar el resultat de les eleccions com a fraudulentes,